# فيلق بانزر فيلدرهنرهال
فيلق بانزر فيلدرهنرهال فيلق بانزر ألماني حارب على الجبهة الشرقية خلال الحرب العالمية الثانية.

## التاريخ
تم تشكيل فيلق بانزر فيلدرهنرهال في 27 نوفمبر 1944 عن طريق إعادة تشكيل فيلق الجيش الرابع. جاءت وحدات سلاحها من فرقة العاصفة رودوس ولواء بانزر-غرينادير 17.  تم نشر الفيلق لأول مرة في المجر في فبراير 1945. 
استسلم الفيلق للجيش الأمريكي في نهاية الحرب.

وحدة SA-Feldherrnhalle Panzer Corps القياسية

## القادة

### بانزر غرينداير فيلدهرنهال
صورة
| الاسم | تولى المنصب                    | ترك المنصب                                              | الحزب            | الحزب            |          |
| ----- | ------------------------------ | ------------------------------------------------------- | ---------------- | ---------------- | -------- |
| 1     | Otto Kohlermann                | Generalleutnant Otto Kohlermann (1896–1984)             | 27 May 1943      | 13 February 1944 | 262 أيام |
| 2     | Albert Henze                   | Oberst Albert Henze (1894–1979)                         | 13 February 1944 | 3 April 1944     | 50 أيام  |
| 3     | Friedrich-Carl von Steinkeller | Generalmajor Friedrich-Carl von Steinkeller (1896–1981) | 3 April 1944     | 8 July 1944      | 96 أيام  |
| 4     | غونتر بيب                      | Generalmajor غونتر بيب (1907–1986)                      | 8 July 1944      | 27 November 1944 | 142 أيام |

### بانزيركوربس فيلدهرنالهال
صورة
|  | {{{officeholder}}} |

## الحواشي
1. ↑  Mitcham 2006.
2. ↑  Nafziger، George. "Organizational History of the German Armored Formations 1939-1945" (PDF). Combined Arms Research Library Digital Library. US Army Combined Arms Center. مؤرشف من الأصل (PDF) في 2011-12-08. اطلع عليه بتاريخ 2016-07-21.